# Republiken Nya Granada
Republiken Nya Granada var en centralstyrd republik bestående av dagens Colombia och Panama samt mindre delar av dagens Ecuador, och  Venezuela. Staten skapades efter 1830 års upplösning av Storcolombia. Den upplöstes 1858 och ersattes av Granadinska konfederationen.  